# Рессін Ілля Залманович
Ілля Залманович (Салманович) Рессін (1 жовтня 1903, м. Чернігів — 27 лютого 1940) — радянський політик, співробітник держбезпеки. Нарком внутрішніх справ АРСР Німців Поволжя (1938). Депутат Верховної Ради РРФСР 1-го скликання, депутат Верховної Ради АРСР Німців Поволжя 1-го скликання. Входив до складу особливої трійки НКВС СРСР.

## Біографія
Син торговця дровами Залмана Ельєвіча Рессіна. У 1916 році закінчив 3 класи міського училища у Чернігові. З 13 років працював на лісопильному заводі Гуркова у Чернігові — навальник, накатник, помічник верстатного машиніста.
З січня 1922 року до січня 1923 року — рядовий 1-ї дивізії Червоного (червоного) козацтва в РККА.
З 1923 року в органах ГПУ. З 1 березня 1923 по 1 серпня 1925 — співробітник Чернігівського губернського відділу ГПУ. З 1 серпня 1925 року до січня 1928 року — співробітник Ніжинського окружного відділу ГПУ. Член ВКП(б) з 1928 р. З січня 1928 року до 1 березня 1930 року — співробітник Луганського окружного відділу ГПУ.
З 1 березня до 1 жовтня 1930 року — співробітник Харківського окружного відділу ГПУ. З 1 жовтня 1930 року до лютого 1930 року — начальник Економічного відділу (ЕКО) Харківського оперативного сектору ГПУ. З лютого 1932 року до 1 березня 1933 року — начальник відділення ЕКО Харківського обласного відділу ГПУ.
З 1 березня 1933 року до липня 1934 року — начальник відділення ЕКО Дніпропетровського обласного відділу ГПУ. З липня 1934 року по січень 1937 року — начальник відділення ЕКО-КРО УДБ УНКВС Дніпропетровської області, по 26 квітня — заступник начальника 3 відділу УДБ УНКВС Дніпропетровської області. З 26 квітня до 15 серпня 1937 року — начальник відділення 5 відділу УДБ НКВС Української РСР.
З 15 серпня 1937 року до 25 лютого 1938 року — заступник наркома внутрішніх справ АРСР Німців Поволжя, в. о. наркома внутрішніх справ АРСР Німців Поволжя. З 25 лютого по 19 листопада 1938 — нарком внутрішніх справ АРСР Німців Поволжя. Цей період відзначений входженням до складу особливої трійки, створеної за наказом НКВС СРСР від 30.07.1937 № 00447 та активною участю у сталінських репресіях.
З 29 травня 1938 — капітан ГБ. 26 червня 1938 обраний депутатом Верховної Ради РРФСР 1-го скликання від Марксштадтського виборчого округу АРСР Німців Поволжя.
Заарештовано 19 листопада 1938 року. Розстріляно за вироком ВКВС СРСР 27 лютого 1940 р. Не реабілітований.

## Нагороди
Орден Червоної Зірки (1937).